# Detlef Thorith
Detlef Thorith (Berlino, 27 settembre 1942 – 18 luglio 2019) è stato un discobolo tedesco.

## Biografia
Ai campionati europei di atletica leggera 1966 vinse l'oro nel lancio del disco superando Hartmut Losch e Lothar Milde, stabilendo un nuovo record. Giunse sesto alle olimpiadi del 1972

## Palmarès
| Anno | Manifestazione | Sede              | Evento           | Risultato | Misura  | Note                  |
| ---- | -------------- | ----------------- | ---------------- | --------- | ------- | --------------------- |
| 1966 | Europei        | Budapest          | Lancio del disco | Oro       | 57,42 m | Record dei campionati |
| 1972 | Olimpiadi      | Città del Messico | Lancio del disco | 6º        | 62,42 m |                       |